# Khalistan
 (janvier 2021).
Si vous disposez d'ouvrages ou d'articles de référence ou si vous connaissez des sites web de qualité traitant du thème abordé ici, merci de compléter l'article en donnant les références utiles à sa vérifiabilité et en les liant à la section « Notes et références ».

Drapeau utilisé par les séparatistes du Khalistan

Le Khalistan (en pendjabi : ਖਾਲਿਸਤਾਨ) est le nom d'un État théocratique revendiqué par des mouvements indépendantistes sikhs de l'État indien du Pendjab. Il engloberait la région du Pendjab indien ainsi que les aires limitrophes comme certaines parties voire l'intégralité de l'Haryana, de l'Himachal Pradesh, du Jammu-et-Cachemire et du Rajasthan. Delhi, l'Uttarakhand et l'Uttar Pradesh sont d'autres territoires parfois adjoints à cette revendication, changeante selon les mouvements. Chandigarh en serait la capitale. Littéralement, le mot Khalistan signifie terre (stan) pure (khali), à rapprocher de l'étymologie de Pakistan, qui signifie aussi « Pays des purs ». Comme ce dernier, il est envisagé comme un État à destination d'une communauté religieuse, les sikhs, et de fait mono-ethnique, pendjabi. Le mouvement pour l'indépendance a été durement réprimé par le gouvernement indien pendant les années 1980 et 1990.

## Origine du mouvement

### Inde britannique
Avant la conquête britannique de l'Inde, une grande partie de la région du Pendjab était dirigée par une dynastie sikh fondée par Ranjit Singh, qui régna sur l'Empire sikh pendant 50 ans, de 1799 à 1849. Avant la partition de l'Inde en 1947, les sikhs n'étaient majoritaires dans aucun des districts de la province du Pendjab, autres que Ludhiana. Parmi les trois principales religions (l'islam, l'hindouisme et le sikhisme), les sikhs ne forment le groupe le plus important (41,6%) que dans le district de Ludhiana. Les Sikhs et les musulmans avaient sans succès réclamé une représentation séparée pour leurs communautés dans les réformes Morley-Minto de 1909. Lorsque les musulmans ont proposé la création d'un Pakistan à majorité musulmane, beaucoup de Sikhs se sont fermement opposés à cette idée.

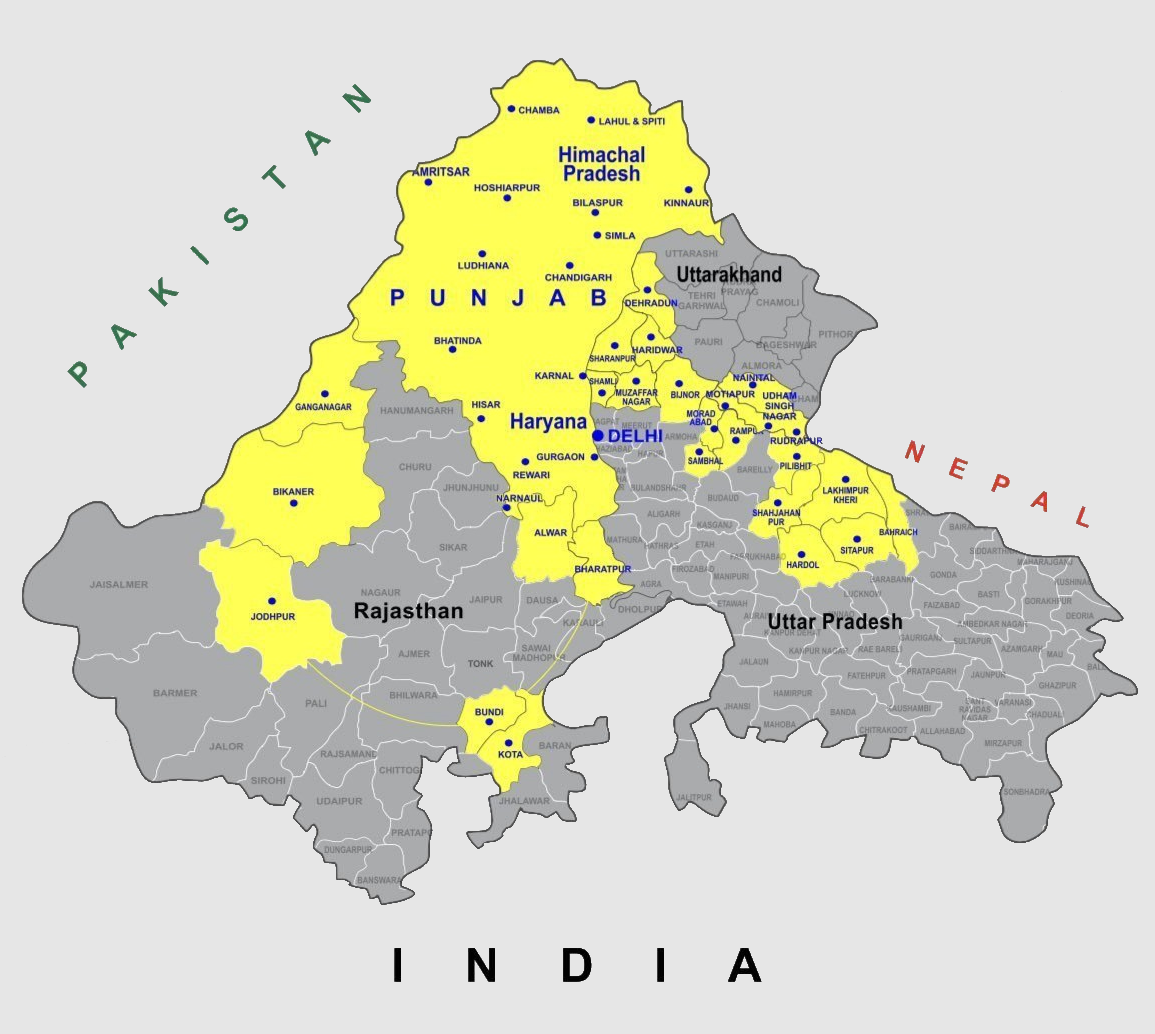
Le Khalistan comme revendiqué par l'organisation Sikhs for Justice en 2022.

Le terme Khalistan a été inventé par le leader sikh Vir Singh Bhatti, en mars 1940. Il a plaidé en faveur d'un pays sikh dans le pamphlet Khalistan, publié en réponse à la résolution de Lahore de la Ligue musulmane. Son idée était basée sur la présomption que le Pakistan, contenant des territoires habités par des populations sikhs, sera formé sur le modèle d'un État théocratique islamique, et sera hostile au sikhisme. Le pays qu'il a proposé comprendrait des parties du Pendjab indien actuel, du Pendjab pakistanais (y compris Lahore) et des États du piémont et des contreforts himalayens de Shimla (dans l'actuel Himachal Pradesh). Il a été imaginé comme un État théocratique dirigé par Yadavindra Singh, Maharaja de Patiala, avec l'aide d'un cabinet composé des représentants d'autres unités. L'idée a été soutenue par Baba Gurdit Singh.
Dans les années 1940, une longue négociation entre les Britanniques et les trois groupes indiens à la recherche de pouvoir politique, à savoir les hindous, les musulmans et les sikhs, a eu lieu. Au cours de cette période, Mohandas Karamchand Gandhi a déclaré qu'une résolution avait été adoptée par le Congrès pour satisfaire la communauté sikhe. Jawaharlal Nehru a réitéré l'assurance de Gandhi aux Sikhs lors de la réunion du Comité du Congrès de l'Inde à Calcutta en 1946. Nehru a assuré aux sikhs qu'ils seraient autorisés à fonctionner comme une unité semi-autonome afin qu'ils puissent jouir d'une certaine liberté. Une résolution adoptée par l'Assemblée constituante indienne le 9 décembre 1946 a envisagé l'Union de l'Inde comme une « république souveraine indépendante comprenant des unités autonomes dotées de pouvoirs résiduels ».
Au cours d'une conférence de presse le 10 juillet 1946 à Bombay, Nehru a fait une déclaration controversée selon laquelle le Congrès pourrait « changer ou modifier » l'arrangement initial prévoyant une Inde fédéralisée, une fois l'Inde indépendante, pour le progrès d'une Inde unie. Cette revendication a outragé beaucoup de gens. Les sikhs ayant l'impression qu'ils avaient été piégés pour rejoindre l'union indienne. Le 21 novembre 1949, lors de l'examen du projet de Constitution indienne, Hukam Singh, représentant sikh, déclara devant l'Assemblée constituante :

« Naturellement, dans ces circonstances, comme je l'ai dit, les sikhs se sentent totalement déçus et frustrés. Ils estiment qu'ils ont été victimes de discrimination. Qu'il ne soit pas mal compris que la communauté sikhe a accepté cette constitution [indienne]. Je souhaite enregistrer une protestation emphatique ici. Ma communauté ne peut pas souscrire à son consentement à ce document historique. »

### Inde post-coloniale
Après que l'Inde britannique a été divisée sur une base religieuse en 1947, la province du Pendjab a été divisée entre l'Inde et le Pakistan nouvellement créé. La population sikhe qui, en 1941, atteignait 19,8 % dans certains districts du Pakistan, a chuté à 0,1 % dans tous, et elle a fortement augmenté dans les districts affectés à l'Inde. Ils étaient encore néanmoins une minorité dans la province de Pendjab en Inde, qui est restée une province à majorité hindoue. Cette situation poussera à une importante mobilisation de la part de certains partis fondamentalistes sikhs pour la création d'un Pendjab majoritairement de confession sikhe et de langue pendjabie. Le Pendjab oriental est ainsi divisé des actuels Haryana et Himachal Pradesh en 1966, où les populations n'étaient essentiellement ni sikhes ni pendjabies. Un éclatement territorial s'inscrivant dans le cadre du processus plus large de la Réorganisations des États indiens. Les sikhs formeront toutefois une majorité relative dans le nouvel État du Pendjab, habité par une importante minorité de Pendjabis hindous. 
En 1947, Kapur Singh, un haut fonctionnaire Sikh de la Indian Civil Service, a été licencié par le gouvernement pour corruption. Après son licenciement, il a publié un pamphlet alléguant que le Premier ministre Jawaharlal Nehru, par l'intermédiaire du gouverneur Chandu Lal Trivedi, avait donné une directive en 1947 à tous les commissaires du Pendjab recommandant que les sikhs en général soient traités comme une tribu criminelle. Le pamphlet indiquait :

« En 1947, Mr. CM Trevedi, gouverneur du Pendjab, par respect des vœux du Premier ministre Jawahar Lal Nehru et du vice-Premier ministre, Sardar Patel, a donné certaines instructions à tous les sous-commissaires du Pendjab indien. selon laquelle, sans référence à la loi du pays, les Sikhs en général et les migrants sikhs en particulier doivent être traités comme une « tribu criminelle ». Un traitement sévère doit leur être infligé ... au point de les tuer pour qu'ils se réveillent aux réalités politiques et reconnaissent « qui sont les dirigeants et qui (sont) les sujets » »

— Kapur Singh
Rien n'indique que Nehru ait envoyé de directive de ce type, de plus, l'affaire Kapur Singh avait été examinée par ses propres collègues avant d'être licencié. Néanmoins, Kapur Singh a ensuite été soutenu par le chef Akali Dal, Maître Tara Singh, qui l'a aidé à gagner les élections à l'Assemblée législative du Pendjab et au Lok Sabha (parlement indien). Plus tard, Kapur Singh a joué un rôle important dans la rédaction de la résolution d'Anandpur qui postulait la préservation du « concept d'identité distincte et souveraine » du Khalsa (ou simplement du Sikh).
Pritam Singh Gill, directeur à la retraite de Lyallpur Khalsa College, Jalandhar, a également émis des allégations sur « la conspiration hindoue pour détruire les sikhs, tuer la langue, tuer la culture, tuer la communauté ».